# 강세원
강세원은 대한민국의 가수다. 2013년 정규 앨범 《소생》으로 데뷔했다.
Samewill Worship, Onestone Worship 의 예배인도자였으며 현재 Lordest Music의 대표이다.

## 방송
- 가스펠스타C 2 (2012) - 대상

## 음반
- 가스펠스타C 시즌2 Top 10 (2012)
- Europe Kosta 2013 (2013)
- Europe Kosta 2013 MR (2013)
- 소생 (2013)